# Oliver Twist (pel·lícula de 1933)
Oliver Twist és una pel·lícula del 1933 dirigida per William J. Cowen basada en la novel·la homònima de Charles Dickens i va ser la primera versió sonora del clàssic.

## Argument
Oliver Twist (Dickie Moore) és un nen orfe que el porten a un orfenat. A causa del mal tractament que se li dona, un dia decideix escapar-se a Londres. Tot just arribar a la ciutat coneix Artful Dodger (Sonny Ray) qui li dona acollida. Amb la innocència d'un nen de 10 anys, sense adonar-se s'endinsa en una banda de nois carteristes dirigit pel malvat Fagin (Irving Pichel).

### Comparació amb altres pel·lícules
En el fons, la pel·lícula, que mai realment va aconseguir massa èxit, només va eclipsar-se per la versió de David Lean de 1948, o per altres pel·lícules Dickens estrenades durant els anys 1930, com David Copperfield de la MGM o A Tale of Two Cities (les dues del 1935), i Conte de Nadal de 1938. Fins i tot la poc visionada Great Expectations de 1934, amb Phillips Holmes i Jane Wyatt, i The Mystery of Edwin Drood de 1935 amb Claude Rains, les dues d'Universal Pictures, tenien pressuposts més alts que l’Oliver Twist del 1933. La pel·lícula va ser fora de circulació durant molts anys, però va tornar a la televisió durant els anys 1980.

## Repartiment
- Dickie Moore: Oliver Twist
- Irving Pichel: Fagin
- William 'Stage' Boyd: Bill Sikes
- Doris Lloyd: Nancy Sikes
- Alec B. Francis: Mr. Brownlow
- Barbara Kent: Rose Maylie
- Sonny Ray: el lladregot
- George K. Arthur: Toby Crackit
- George Nash: Charles Bates
- Clyde Cook: Chitfing
- Lionel Belmore: Mr. Bumble
- Tempe Pigott: Mrs. Corney
- Nelson McDowell: Sowerberry
- Virginia Sale: Mrs. Sowerberry
- Harry Holman: Grimwig
- Bobby Nelson: Noah Claypole

## Producció
Feta per Monogram Pictures, la pel·lícula va tenir un pressupost extremadament baix i no fa cap intent real de tenir un aire de l'època, a finals del segle xix a Londres. La protagonitza Irving Pichel com a Fagin, Dickie Moore com Oliver, Doris Lloyd com Nancy, i William "Stage" Boyd com Bill Sikes. Pichel interpretava a Fagin sense recórrer a cap deix que es podria interpretar com ofensiu. Dels quatre protagonistes, només Doris Lloyd era nascuda anglesa. La pel·lícula va ser dirigida per William J. Cowen.

## Altres adaptacions
- Oliver Twist (pel·lícula de 1909)
- Oliver Twist (pel·lícula de 1912)
- Oliver Twist (pel·lícula de 1920)
- Oliver Twist (pel·lícula de 1922)
- Oliver Twist (pel·lícula de 1948)
- Oliver Twist (pel·lícula de 1982)
- Oliver Twist (pel·lícula de 2005)